# Trò chơi liều mạng
Trò chơi liều mạng (tên gốc tiếng Anh: Nerve) là một phim điện ảnh phiêu lưu công nghệ của Mỹ năm 2016 do Henry Joost và Ariel Schulman đạo diễn, với phần kịch bản được viết bởi Jessica Sharzer, dựa trên cuốn tiểu thuyết Nerve phát hành năm 2012 của nhà văn Jeanne Ryan. Phim có sự tham gia của Emma Roberts, Dave Franco và Juliette Lewis, xoay quanh câu chuyện về trò chơi điện tử trực tuyến theo mô hình thật hay thách.
Phim được ra mắt tại Rạp SVA vào ngày 12 tháng 7 năm 2016 và được công chiếu rộng rãi từ ngày 27 tháng 7 năm 2016 bởi hãng Lionsgate. Trò chơi liều mạng nhận được nhiều lời khen ngợi về mặt diễn xuất và đã thu về 85 triệu USD tiền doanh thu, so với kinh phí làm phim 19 triệu USD.

## Nội dung
Vee là một nữ sinh trung học tình cờ bị cuốn vào trò chơi thực tế trực tuyến có tên giống như tựa đề bộ phim. Ở đó, "người chơi" nhận thử thách từ những "người xem" ẩn danh, và mức tiền thưởng nhận được tương ứng với độ khó tăng dần. Số tiền cứ thế được cộng dồn, nhưng chỉ người chơi đi đến thử thách cuối cùng mới nhận được tất cả. Vee ban đầu tham gia Nerve chỉ vì hiếu kỳ. Nhưng sau khi gặp gỡ Ian, cô bắt đầu lún sâu hơn.
Những thử thách ban đầu khá đơn giản, tưởng như vô hại: đi tới một con phố nhất định, hôn môi người lạ, mặc một bộ quần áo kỳ quặc… Tuy nhiên, càng về sau, chúng càng trở nên đáng sợ hơn và đòi hỏi "người chơi" phải ngày một trở nên liều mạng.

## Diễn viên
- Emma Roberts vai Venus "Vee" Delmonico
- Dave Franco vai Ian/Sam
- Colson Baker vai Ty
- Juliette Lewis vai Nancy
- Emily Meade vai Sydney
- Miles Heizer vai Tommy
- Kimiko Glenn vai Liv
- Samira Wiley vai Kween
- Ed Squires vai Chuck
- Brian Marc vai JP Guerrero
- Eric D'Alessandro vai Hype Boi
- Marc John Jefferies vai Wes
- Casey Neistat vai chính anh

## Sản xuất
Hai đạo diễn Ariel Schulman và Henry Joost đã từng thực hiện một dự án với chủ đề tương tự với bộ phim tài liệu Catfish. Nói về việc họ bị thu hút bởi một bộ phim được dựa theo Internet, cả hai cho biết, "Hầu hết mọi thứ đề không phải chỉ có trắng và đen. Internet chẳng tốt mà cũng chẳng xấu; chỉ là cách mà bạn sử dụng nó như thế nào thôi", lấy ví dụ là trò chơi Nerve ở trong phim có thể vừa là "một trò chơi quyền năng, và cũng vừa là thứ tồi tệ nhất mà bạn có thể tưởng tượng ra". Bộ đôi đạo diễn đều cố gắng với mức kiểm duyệt PG-13, với Schulman cho biết "chúng tôi muốn đảm bảo rằng các thiếu niên trẻ có thể xem nó. Chúng tôi nghĩ rằng phim mang một thông điệp quan trọng". Nhằm kéo mức phân loại phim xuống, hai đạo diễn đã phải cắt bớt các "thách thức tình dục" mà họ cho là "quá tối tăm và kì cục". Phiên bản phim cũng có cái kết tươi sáng hơn cuốn tiểu thuyết nguyên tác.
Tháng 1 năm 2015, các nguồn tin cho biết Emma Roberts và Dave Franco sẽ vào hai vai diễn chính của phim. Tháng 4 năm 2015, Kimiko Glenn được xác nhận sẽ tham gia dàn diễn viên, vào vai một người bạn của nhân vật của Emma Roberts. Cùng ngày, rapper Colson "Machine Gun Kelly" Baker được xác nhận sẽ tham gia bộ phim.
Quá trình quay phim chính diễn ra vào năm 2015 tại Thành phố New York. Công tác sản xuất phim kết thúc vào ngày 5 tháng 6 năm 2015.

## Phát hành
Trò chơi liều mạng được công chiếu ra mắt tại rạp chiếu thuộc School of Visual Arts ở Thành phố New York vào ngày 12 tháng 7 năm 2016, với sự tham dự của dàn diễn viên. Phim cũng được công chiếu tại sự kiện Comic-Con vào ngày 21 tháng 7 năm 2016. Tại các rạp chiếu, Trò chơi liều mạng ban đầu được dự kiến phát hành vào ngày 16 tháng 9 năm 2016 tại Mỹ, nhưng sau đó lại được đẩy tiến lên vào ngày 27 tháng 7 năm 2016. Tại Việt Nam, áp phích ra mắt ban đầu của phim cho biết phim sẽ được khởi chiếu vào ngày 5 tháng 8 năm 2016 với tên Trò chơi đoạt mạng, tuy nhiên sau đó, phim đẩy lùi ngày chiếu xuống một tuần, tức ngày 12 tháng 8 năm 2016, đồng thời đổi tên tiếng Việt thành Trò chơi liều mạng.

## Tiếp nhận

### Doanh thu phòng vé
Trò chơi liều mạng thu về 38,6 triệu USD tại thị trường Mỹ và Canada, và 46,6 triệu USD ở các thị trường ngoại địa, nâng tổng doanh thu toàn cầu của phim lên 85,2 triệu USD, so với kinh phí làm phim 19 triệu USD.

### Đánh giá chuyên môn
Trên hệ thống tổng hợp kết quả đánh giá Rotten Tomatoes, phim nhận được 67% lượng đồng thuận dựa theo 132 bài đánh giá, với điểm trung bình là 5,8/10. Các chuyên gia của trang web nhất trí rằng, "Nhịp độ nhanh và cặp diễn viên chính hấp dẫn đã giúp Trò chơi liều mạng vượt qua được những thiếu sót căn bản, bổ sung thêm vào bộ phim hồi hộp cho thiếu niên này đủ nguồn năng lượng để bù đắp cho phần diễn biến lộn xộn." Trên trang Metacritic, phần phim đạt số điểm 58 trên 100, dựa trên 33 nhận xét, chủ yếu là những nhận xét hỗn tạp. Lượt bình chọn của khán giả trên trang thống kê CinemaScore cho phần phim điểm "A−" trên thang từ A+ đến F.

### Giải thưởng
| Giải thưởng            | Ngày                | Hạng mục                   | Đề cử              | Kết quả | Nguồn  |
| ---------------------- | ------------------- | -------------------------- | ------------------ | ------- | ------ |
| People's Choice Awards | 18 tháng 1 năm 2017 | Phim hồi hộp xuất sắc nhất | Trò chơi liều mạng | Đề cử   | [ 21 ] |